# Comuna de Chąśno
Chąśno (polaco: Gmina Chąśno) é uma gminy (comuna) na Polónia, na voivodia de Lodz e no condado de Łowicki. A sede do condado é a cidade de 1999.
De acordo com os censos de 2004, a comuna tem 3200 habitantes, com uma densidade 44,6 hab/km².

## Área
Estende-se por uma área de 71,81 km², incluindo:
- área agricola: 93%
- área florestal: 1%

## Demografia
Dados de 30 de Junho 2004:
|                      | Total   | Total | Mulheres | Mulheres | Homens  | Homens |
| -------------------- | ------- | ----- | -------- | -------- | ------- | ------ |
|                      | pessoas | %     | pessoas  | %        | pessoas | %      |
| População            | 3200    | 100   | 1586     | 49,6     | 1614    | 50,4   |
| Densidade (pop./km²) | 44,6    | 100   | 22,1     | 22,1     | 22,5    | 22,5   |

De acordo com dados de 2002, o rendimento médio per capita ascendia a 1014,78 zł.

## Subdivisões
- Błędów, Chąśno, Goleńsko, Karnków, Karsznice Duże, Karsznice Małe, Marianka, Mastki, Niespusza-Wieś, Nowa Niespusza, Przemysłów, Sierżniki, Skowroda Południowa, Skowroda Północna, Wyborów.

## Comunas vizinhas
- Kiernozia, Kocierzew Południowy, Łowicz, Łowicz, Zduny